# Лудовико I (Салуцо)
Лудвиг I или Лудовико I дел Васто (на италиански: Ludovico I di Saluzzo, Lodovico I del Vasto, * 1406 в Салуцо, † 1475 в Салуцо) от фамилията дел Васто, клон на род Алерамичи е маркграф на Салуцо от 1416 до 1475 г.

## Произход
Той е син на маркграф Томас III (1356–1416) и на Маргерита де Руки и потомък на маркграф Манфредо IV дел Васто.

## Брак и потомство
Лудвиг I се жени през 1436 г. за Изабела Палеологина (* ок. 1419, † май 1475), дъщеря на Джан Джакомо Палеолог, маркграф на Монферат, и на Джована Савойска. Те имат девет деца:
- Лудовико II (1438–1504), негов наследник, граф на Карманьола, маркиз на Салуцо и вицекрал на Неапол
- Федерико († 1481), епископ на Карпантра
- Маргарита († 1485), омъжена 1465 г. за Жан дьо Лескюн, маршал на Франция († 1473)
- Джан Джакомо († 1512)
- Антонио († 1482, Сан Секондо), барон на Антон
- Карло Доменико (†1510), абат на Санта Мария ди Стафарда, Казанова дел Вилар Сан Костанцо в Салуцо, на Сан Пиетро дел Олмо
- Бианка († 1487), омъжена за граф Виталиано II Боромео, сеньор на Атона.
- Амадеа
- Луиджа